# Yannick Rott
Yannick Rott (* 27. September 1974 in Schiltigheim/Département Bas-Rhin) ist ein ehemaliger französischer Fußballspieler.

## Karriere

### Verein
Yannick Rott begann seine Karriere bei Racing Straßburg. Mit Racing stieg er 1992 in die Division 1 (die heutige Ligue 1) auf. 1997/98 erreichte er im UEFA-Pokal das Achtelfinale. 1998 wechselte Rott zum FC Toulouse, mit dem er 1999 aus der Division 1 abstieg. Nach weiteren Stationen beim US Créteil, Gazélec FCO Ajaccio und dem FC Gap beendete er im Januar 2008 bei Étoile Sportive Fréjusienne seine Karriere.

### Nationalmannschaft
Yannick Rott spielte in der U-18-Nationalmannschaft Frankreichs. Des Weiteren nahm er 1996 mit der U-21-Auswahl an der U-21-Fußball-Europameisterschaft 1996 teil.